# Ficus glossularioides
Ficus glossularioides é uma espécie de planta da família Moraceae. Pode ser encontrada na Tailândia e Malásia peninsular, Sumatra, Java e Bornéu.